# 熊本県道204号西古閑泗水線
熊本県道204号西古閑泗水線（くまもとけんどう204ごう にしこがしすいせん）は、熊本県菊池市を通る一般県道である。

## 概要
全線にわたって合志川（菊池川支流）と並行している。

### 路線データ
- 起点：熊本県菊池市森北（国道325号交点）
- 終点：熊本県菊池市泗水町豊水（熊本県道138号辛川鹿本線交点）

## 地理

### 通過する自治体
- 菊池市

### 交差する道路
| 交差する道路            | 交差する場所 | 交差する場所 |
| ----------------------- | ------------ | ------------ |
| 国道325号               | 森北         | 起点         |
| 熊本県道138号辛川鹿本線 | 泗水町豊水   | 終点         |

### 沿線
- 合志川（菊池川支流）
- 菊池市役所 泗水総合支所